# أنظمة كشوف المرتبات التلقائية
أنظمة كشوف المرتبات التلقائية هي شركة أمريكية توفر كشوف المرتبات المستندة إلى الحوسبة السحابية ونظام إدارة الموارد البشرية للشركات متوسطة الحجم. تأسست الشركة في عام 1996 كبرنامج مرخص يستند إلى دوس لمعالجة كشوف المرتبات محليًا. يقع المقر الرئيسي للشركة في شريفبورت، لويزيانا.

## الخلفية التاريخية
تأسست شركة أنظمة كشوف المرتبات التلقائية في عام 1996 في شريفبورت، لويزيانا. بدأت كمزود خدمة معالجة كشوف المرتبات والامتثال الضريبي للخدمات الكاملة. في عام 2000 طورت الشركة تقنيتها الخاصة القائمة على الحوسبة السحابية.
تم إصدار النسخة الأولى من الكشف في عام 2001.
في عام 2004 قدمت شركة أنظمة كشوف المرتبات التلقائية أول كشوف رواتب عبر الإنترنت وتم إصدار النسخة الأولى من حل الموارد البشرية الأساسي الخاص بها.
قامت شركة أنظمة كشوف المرتبات التلقائية بتوسيع حل الموارد البشرية الخاص بها ليشمل إدارة المزايا في عام 2007.
تم توسيع الكشوف ليشمل فروق المناوبة وقواعد الساعة في عام 2010.
أصدرت شركة أنظمة كشوف المرتبات التلقائية موقع الخدمة الذاتية المحمول للموظفين والمديرين في عام 2013.
في عام 2014 أصدرت شركة أنظمة كشوف المرتبات التلقائية تتبع الوقت الجغرافي وتتبع الأحداث واتصالات الناقل وإعداد التقارير.
أكملت شركة أنظمة كشوف المرتبات التلقائية تدقيق التقرير في عام 2015.
في عام 2017 أصدرت شركة أنظمة كشوف المرتبات التلقائية منتجها الخاص بالجدولة والتكامل الأصلي ومنتج دفتر الأستاذ العام الخاص بها.
أطلقت شركة أنظمة كشوف المرتبات التلقائية تطبيقها الأصلي للهاتف المحمول ليحل محل موقعها للجوال في 2018.
في عام 2020 أصدرت شركة أنظمة كشوف المرتبات التلقائية ميزات التتبع والإبلاغ الخاصة بكورونا الخاصة بالاعتمادات الضريبية والامتثال لقانون كيرز.
حصلت شركة أنظمة كشوف المرتبات التلقائية على جائزة تيك كيرز لعام 2021 من تراست راديوز لثقافتها في مكان العمل.
في عام 2022 تم الاعتراف بكشوف رواتب شركة أنظمة كشوف المرتبات التلقائية من قبل جي2 كأفضل 50 منتجا لبرامج الموارد البشرية وأعلى 100 منتج للرضا.